# Rudy Perpich
Rudolph George Perpich, Sr., nato Rudolph George Prpić (Hibbing, 27 giugno 1928 – Minnetonka, 21 settembre 1995), è stato un politico statunitense. È stato governatore del Minnesota dal 29 dicembre 1976 al 4 gennaio 1979 e dal 3 gennaio 1983 al 7 gennaio 1991. È stato l'unico governatore dello Stato cattolico nonché l'unico ad aver ricoperto mandati non consecutivi.

## Biografia

### Nascita e primi anni
Perpich è nato nel Minnesota da Anton Prpić, minatore emigrato dalla Croazia, e da una donna statunitense di origini croate. Perpich imparò a parlare inglese solo al primo anno di scuola elementare. All'età di 14 anni, lavorò per la Great Northern Railway. Sì diplomò alla scuola superiore di Hibbing nel 1946 dopodiché servì due anni nell'esercito. In seguito, frequentò la Marquette University di Milwaukee, dove si laureò alla Marquette University Dental School nel 1954. Dopo la laurea, tornò nel Minnesota cominciando la pratica dentistica.

### Ingresso in politica
Perpich iniziò a fare politica all'interno del sistema scolastico di Hibbing. Nel 1962, fu eletto al Senato del Minnesota, venendone rieletto nel 1966.
Nel 1970, fu eletto vicegovernatore del Minnesota. Nel 1974, Perpich fu rieletto alla stessa carica in ticket con Wendell Anderson come governatore (prima del 1974 i governatori e vicegovernatori erano eletti separatamente). Perpich divenne governatore del Minnesota nel 1976 quando Andersen dovette diventare senatore degli Stati Uniti a seguito della nomina a vicepresidente di Walter Mondale.

### Governatore del Minnesota
Perpich rimase governatore del Minnesota fino al 1979. Nel 1978 fu sconfitto alle elezioni come governatore. Quell'anno rappresentò una vera disfatta per il DFL (il partito Democratico del Minnesota).
Dopo la sconfitta elettorale, Perpich lavorò al Control Data Corporation a New York e in Austria per alcuni anni. Nel 1982, sconfisse alle primarie democratiche il candidato del DFL, Warren Spannaus, e poi sconfisse il candidato repubblicano alle elezioni generali, tornando governatore del Minnesota. Nel 1984 è stato presidente dell'Associazione Governatori del Midwest.
Perpich fu rieletto governatore nel 1986 ma venne sconfitto da Arne Carlson nel 1990 in una curiosa campagna elettorale dato che Carlson era stato sconfitto alle primarie repubblicane.

### Comportamenti "di colore" e obiettivi internazionali
Perpich è conosciuto per aver assunto comportamenti coloriti durante la sua carica politica. Mentre era governatore, diede 25000 $ del suo stipendio da governatore per promuovere il gioco delle bocce. Ebbe anche l'idea di costruire una fabbrica di bacchette nel nord del Minnesota, inoltre propose di vendere la residenza del governatore a Saint Paul come misura di risparmio.
Perpich favorì molti progetti nel Minnesota come il Wells Fargo Place di St. Paul, il Perpich Center for Arts Education della Golden Valley, il Centro per le Vittime di tortura di Minneapolis, la Mall of America e il Natural Resources Research Institute dell'Università del Minnesota. Inoltre, viaggiò in 17 paesi nel 1984 per promuovere il Minnesota a livello internazionale e portando nello Stato il presidente dell'Unione Sovietica Mikhail Gorbachev e il presidente croato Franjo Tuđman.
Perpich si oppose alla guerra per procura di Ronald Reagan contro il Nicaragua negli anni '80. Fu tra i tanti governatori ad opporsi all'invio delle truppe della guardia nazionale nell'Honduras. Perpich fu attore nel processo Perpich v. Department of Defense davanti alla Corte Suprema degli Stati Uniti d'America. La sentenza della Corte stabilì che il Dipartimento della Difesa poteva inviare unità statali anche contro l'opinione del governatore.

### Ultimi anni
Dopo aver lasciato la politica, nel 1991, Perpich si trasferì a Zagabria per assistere agl isviluppi del governo post-comunista. Nel 1992 andò a Parigi per affari e ritornò nel Minnesota nel 1993. Nel 1995, morì per un cancro al colon a Minnetonka. È sepolto al Lakewood Cemetery di Minneapolis.